# Garcinia spectabilis
Garcinia spectabilis är en tvåhjärtbladig växtart som beskrevs av Jean Baptiste Louis Pierre. Garcinia spectabilis ingår i släktet Garcinia och familjen Clusiaceae. Inga underarter finns listade i Catalogue of Life.